# Crkva Uspenja Presvete Bogorodice u Travniku
Crkva Uspenja Presvete Bogorodice je pravoslavna crkva u Travniku. Prva je pravoslavna crkva u gradskoj zoni Travnika. Nalazi se nedaleko od mosta preko rijeke Lašve. Ne valja brkati ovu crkvu s rimokatoličkom crkvom Uznesenja Marijina u travničkom prigradskom naselju Dolcu, udaljenu jedva kojih pola kilometra zračne crte prema jugoistoku.

## Povijest
Podignuta je 1854. godine, uz odobrenje osmanske uprave, na zemljištu koje je poklonio veleposjednik Šemsibeg Ibrahimpašić Kukavčić. Podignuta je neposredno nakon što je sjedište bosanskih namjesnika premješteno iz Travnika u Sarajevo, koje se odigralo 1850. godine. Ni projektantovo ni graditeljevo ime nije poznato. Podatci o potankostima gradnje poput izvornih nacrta nisu sačuvani,  niti postoje poznati prijepisi. Oskudne su informacije o renoviranjima. Godine 1911. crkva je nadograđena. Godine 1923. u Splitu izliveno je crkveno zvono i postavljeno u zvonik. Pripada vrsti jednobrodnih crkava sa zvonikom, zidanih kamenim blokovima, a ikonografski program na zidovima naosa crkve oslikao je Roman Petrović od 1927. do 1940. godine. U ovoj crkvi čuvaju se vrijedne ikone i rukopisne knjige iz 17. i 18. stoljeća, a dio unutrašnjosti hrama tridesetih godina 20. stoljeća oslikao je akademski slikar Roman Petrović.

## Zaštita
Graditeljska cjelina koju čini ova crkva, skupa s pokretnom imovinom proglašena je 10. veljače 2010. nacionalnim spomenikom Bosne i Hercegovine.
2012. godine završeni su restauratorski radovi u kojima su crkvi obnovljeni prozori. Planira se zamjena stolica i uvođenje grijanja.